# 锉形锯眶鳂
锉形锯眶鳂（学名：Plectrypops lima），又名多鱗松毬、灘塗琉球鰃，为鳂科锯眶鳂属的鱼类，俗名固棘。分布于台湾西南小琉球岛到夏威夷、社会群岛及南非纳塔尔等区以及台湾西南小琉球岛等，属于近底层海鱼。